# Bela Vista São-carlense
Bela Vista São-carlense é um distrito do município brasileiro de São Carlos, no interior do estado de São Paulo.

## História

### Origem
O loteamento Bela Vista, que deu origem ao distrito, foi aberto no ano de 1939, sendo propriedade de Saba & Nicolau Sallum.
Em homenagem a família fundadora do bairro, existe uma avenida no mesmo bairro com o nome da família, (avenida Sallum), com aproximadamente 1.300 metros de extensão, onde existe atividades gerais de comércio da cidade.
No distrito se encontra o Estádio Luís Augusto de Oliveira e a tradicional Paróquia Matriz Santo Antônio de Pádua.

### Formação administrativa
- Distrito criado pela Lei n° 3.198 de 23/12/1981, com sede no Bairro de Bela Vista e com território pertencente ao Município de São Carlos[4][5].

## Geografia

### Localização
Localiza-se ao oeste e sul da cidade, estando conurbado ao distrito sede.

### Demografia

#### População urbana
| Crescimento população urbana | Crescimento população urbana | Crescimento população urbana | Crescimento população urbana |
| Censo                        | Pop.                         |                              | %±                           |
| ---------------------------- | ---------------------------- | ---------------------------- | ---------------------------- |
| 1991                         | 35 829                       |                              | —                            |
| 2000                         | 57 031                       |                              | 59,2%                        |
| 2010                         | 66 492                       |                              | 16,6%                        |
| 2022                         | 82 592                       |                              | 24,2%                        |
| Fonte: IBGE e Fundação SEADE |                              |                              |                              |

#### População total
Pelo Censo 2010 (IBGE) a população total do distrito era de 66 988 habitantes.

### Área territorial
A área territorial do distrito é de 63,042 km².

## Serviços públicos

### Registro civil
Feito na sede do município, pois o distrito não possui Cartório de Registro Civil das Pessoas Naturais.

### Saneamento
O serviço de abastecimento de água é feito pelo Serviço Autônomo de Água e Esgoto (SAAE).

### Energia
A responsável pelo abastecimento de energia elétrica é a CPFL Paulista, distribuidora do Grupo CPFL Energia.

## Religião
O Cristianismo se faz presente no distrito da seguinte forma:

### Igreja Católica
- Paróquia Matriz Santo Antônio de Pádua - faz parte da Diocese de São Carlos[15].

### Igrejas Evangélicas
- Assembleia de Deus - O distrito possui uma congregação da Assembleia de Deus de Ribeirão Preto - Missão[16].
- Congregação Cristã no Brasil[17].